# Ilulissat
Ilulissat [iluˈlisːat] (nach alter Rechtschreibung Ilulíssat; dänisch Jakobshavn) ist eine grönländische Stadt im Distrikt Ilulissat in der Avannaata Kommunia. Sie ist die drittgrößte Stadt des Landes und Hauptort des Distrikts und der Kommune. Vor der Kommunalreform 2018 war Ilulissat zudem bereits der Hauptort der Qaasuitsup Kommunia.

## Lage
Ilulissat liegt im Südwesten der Halbinsel Paakitsup Nunaa, die durch den Fjord Paakitsoq/Paakitsup Ilorlia im Norden und den Sikuiuitsoq im Osten begrenzt wird. Etwas südlich von Ilulissat verläuft der in die Diskobucht mündende Ilulissat-Eisfjord (Kangia), der seit 2004 UNESCO-Weltnaturerbe ist. 14 km nördlich liegt die nächste Siedlung Oqaatsut und 15 km südlich Ilimanaq.

## Geschichte

### Ilulissat vor der Kolonialisierung
Ilulissat war schon seit Urzeiten bewohnt. 2,3 Kilometer südöstlich von Ilulissat lag bis 1850 der Wohnplatz Sermermiut, der bereits von den ersten Inuit-Kulturen vor viertausend Jahren bewohnt worden war. Die Stelle, an der Ilulissat heute liegt, diente schon lange zuvor als Sommerplatz für die Bewohner von Sermermiut. Heute führt ein Pfad von Ilulissat nach Sermermiut. Anfangs trug der Wohnplatz noch den Namen Kangerluatsiaq nach der schmalen Bucht, an der er lag. Erst im frühen 19. Jahrhundert setzte sich der Name Ilulissat durch.

### Ilulissat als Loge
1741 errichtete Jacob Severin die Loge Jacobshavn. Sie wurde 1745 ausgebaut. 1750 befanden sich in der Loge ein großes Wohnhaus als Stockwerkbau, ein 74 m² großes Speckhaus als Torfmauerhaus und ein Provianthaus. 1751 wurde ein 45 m² großes Missionshaus errichtet, das aus einer Küche, einem Zimmer für den Katecheten, einem für den Missionar und einem Esszimmer bestand. Obwohl etwa zeitgleich eine Schule gebaut worden war, fand der Unterricht in der Missionarswohnung statt. 1752 wütete eine Epidemie in Ilulissat, der viele Bewohner zum Opfer fielen. Ab 1764 wurden von Missionar Jørgen Sverdrup meteorologische Messungen vorgenommen. Bereits 1765 waren die Gebäude in der Loge allesamt so verfallen, dass die Europäer im Winter in grönländischen Wohnhäusern wohnen mussten. 1766 wurde ein kleines grönländisches Schulhaus errichtet. 1767 wurde ein 126 m² großes neues Wohnhaus errichtet, das etwas abseits gebaut wurde, an die Stelle, an der sich später die Kolonie entwickelte. Es diente später als Wohnung für den Kolonialverwalter und zeitweise auch als Laden und steht noch heute. Das alte Wohnhaus wurde als Provianthaus weiterbenutzt, war bald aber vollkommen verfallen. Das Missionshaus war ebenfalls äußerst verfallen. Die Dachbalken waren gebrochen und es regnete hinein. 1773 wurde es ebenfalls versetzt, blieb aber noch lange in Gebrauch. 1832 wurde es zur Arztwohnung umfunktioniert und 1865 nach Iginniarfik versetzt, wo es noch im 20. Jahrhundert als Wohnung für den Udstedsverwalter fungierte. 1779 konnte nach zweijährigem Sparen der Bau einer Kirche begonnen werden, die zu über 80 % von Grönländern bezahlt wurde. Die Zionskirche wurde auch als Schulgebäude benutzt und steht als zweitälteste Kirche Grönlands noch heute. Von 1773 bis 1788 war Jakobshavn kurzzeitig der Sitz der Propstei Nordgrönland. 1773/74 starben rund 70 Grönländer während einer weiteren Epidemie.
In den ersten Jahrzehnten war die Loge wirtschaftlich wenig erfolgreich, was vor allem der schlechten Leitung durch die Kolonialverwalter zuzuschreiben war. 1771 wurde Carl Dalager eingesetzt und bald florierte der Handel. 1776 lebten schon rund 600 Menschen in der Loge und sie war eine der erfolgreichsten Orte Grönlands. Seit 1777 gab es in Ilulissat auch die Walfängeranlage Jakobshavns Anlæg, die auf der nördlichen Seite der Hafenbucht gelegen war. Zu ihr gehörten drei Stockwerkgebäude und sechs Walfängerboote und es waren ein Assistent und sieben Walfänger angestellt. 1781 schlug Dalager vor, die Loge nach Oqaatsut zu versetzen, weil der Ort besser zum Torfabbau und zum Walfang geeignet war, aber der Plan wurde nicht realisiert.

### Ilulissat als Kolonie

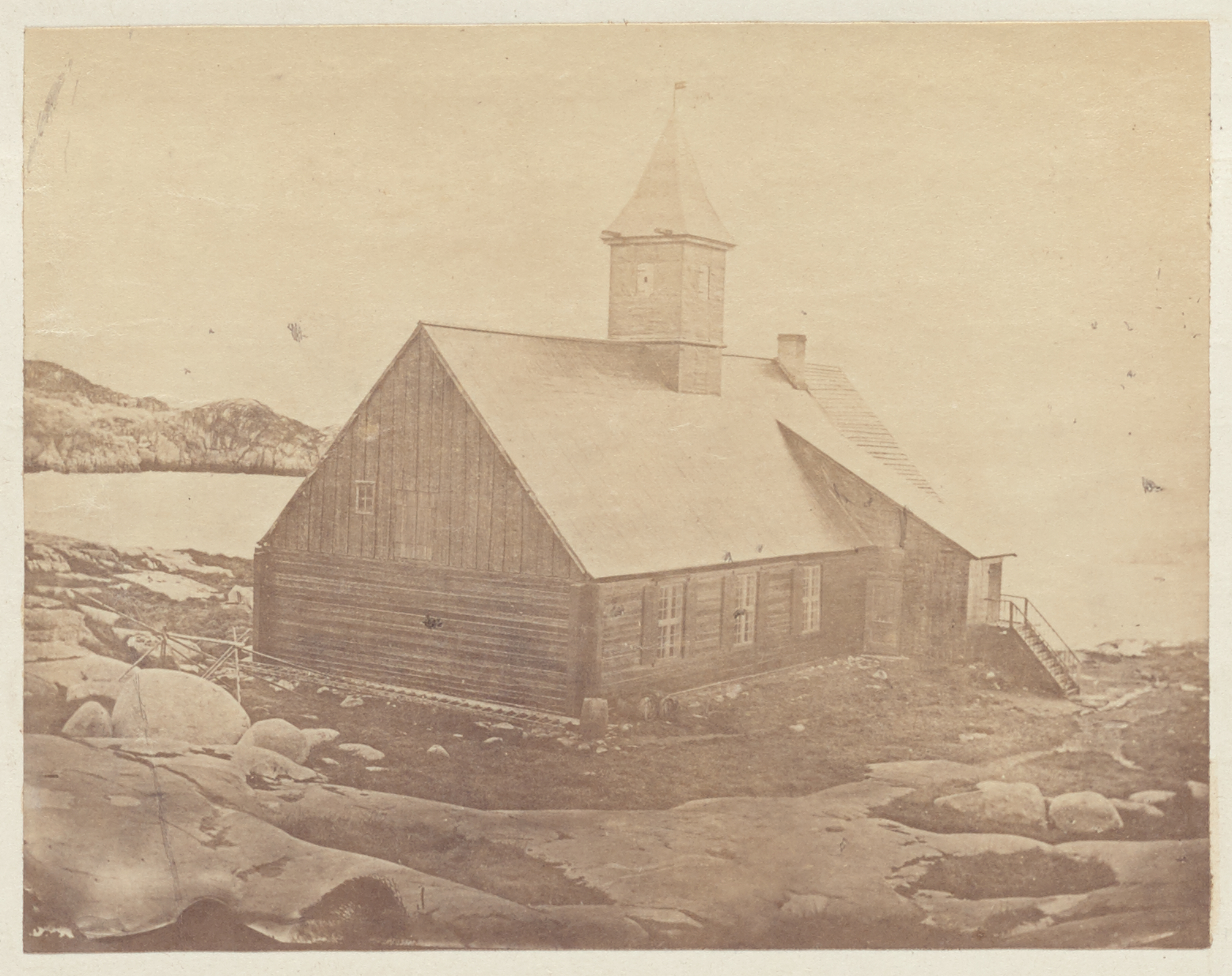
Die Kirche von Ilulissat vor der Restaurierung und Versetzung (1869)

Erst 1781/82 erhielt Jakobshavn den Koloniestatus. Zu diesem Zeitpunkt waren ein Kaufmann, ein Assistent, ein Zimmermann, ein Böttcher, ein Koch und vier Arbeiter angestellt. Es gab ein Wohnhaus, ein Provianthaus, eine alte Brauerei, ein Speckhaus und zwei weitere alte Häuser. Unter Kaufmann Marcus Nissen Myhlenphort und seinem Assistenten Andreas Peter Dalager blühte vor allem der Garnfang. Zwischen 1785 und 1787 wüteten eine Friesel- und eine Pockenepidemie in der Kolonie, der alleine in den ersten beiden Jahren 166 Getaufte zum Opfer fielen. (Von ungetauften Opfern gibt es keine Zahlen.) Die Walfängeranlage wurde 1786 in die Kolonie integriert und aufgelöst. Um 1788 wurde eine Wohnung für den Assistenten gebaut. 1790 ließ Myhlenphort ein neues Speckhaus mit Keller bauen, das zu diesem Zeitpunkt als bestes des Landes galt. Am 6. Juni 1806 brannte es ab, wahrscheinlich durch Brandstiftung. Um 1800 war der Walfang in der Kolonie schon fast vollkommen zum Erliegen gekommen. 1800 starben 17 Menschen während einer weiteren kleinen Pockenepidemie.
Die Grönländerin Arnarsaĸ, die erste in dänischen Quellen genannte grönländische Frau, starb in Ilulissat. Ilulissat ist darüber hinaus der Herkunftsort der grönländischen Familien Reimer, Dalager Noahsen, Fisker, Jensen und Guldager.
Bereits von 1793 bis 1794 war Jakobshavn Sitz von Theodor Christian Eulner, dem ersten offiziellen Arzt Grönlands. Ab 1838 war die Kolonie Sitz des Arztdistrikts von Nordgrönland, der erst 1905 aufgespalten wurde. 1841 wurde eine Schule errichtet. 1844 erlagen 37 Menschen einer Wundrosenepidemie. 1845 wurde ein Seminarium errichtet (siehe Grønlands Seminarium), das aber 1875 aufgegeben wurde. Von 1901 bis 1907 war es ein zweites Mal kurzzeitig in Gebrauch. 1848 wurde eine neue Pastorenwohnung gebaut, ein zweistöckiges Stockwerkgebäude von 99 m² Größe. 1850 wurden in der Kirche drei Krankenzimmer eingerichtet. 1857 wurde eine 133 m² große Tranbrennerei gebaut, die 1912 umgebaut wurde. 1866 wurde eine Arztwohnung errichtet, die ein 105 m² großer Stockwerkbau war und im Obergeschoss eine Apotheke hatte. 1873 erhielt der Ort ein kleines Pulverhaus, das ein 8,25 m² großes Torfmauerhaus war.

### Späte Kolonialzeit

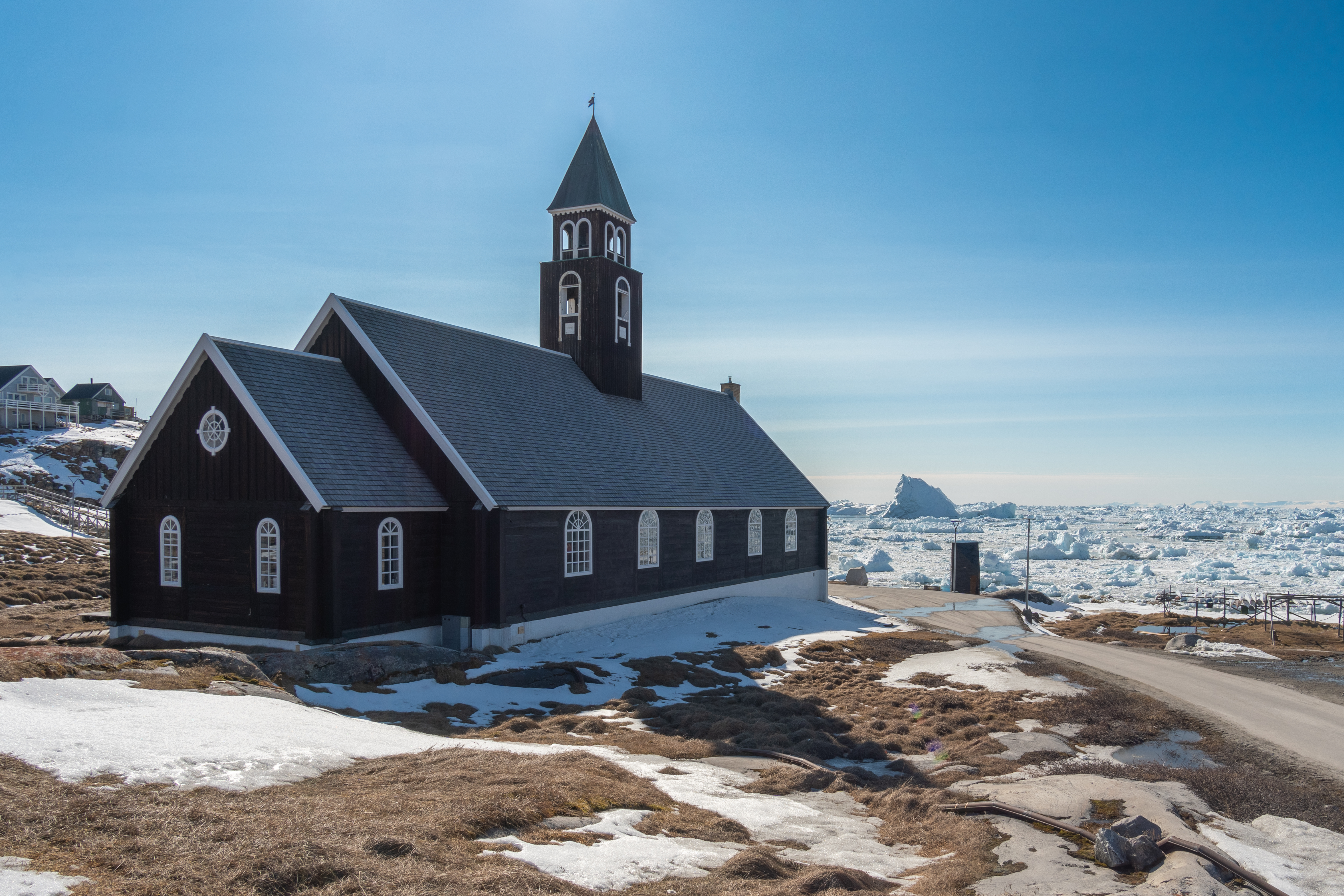
Die Kirche von Ilulissat in ihrem heutigen Zustand (2024)

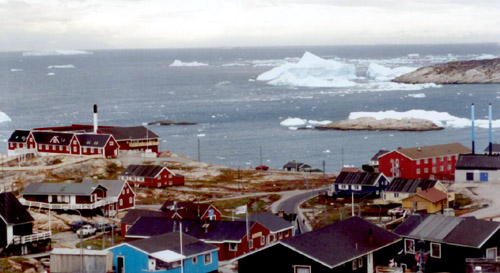
Ilulissat (1999)

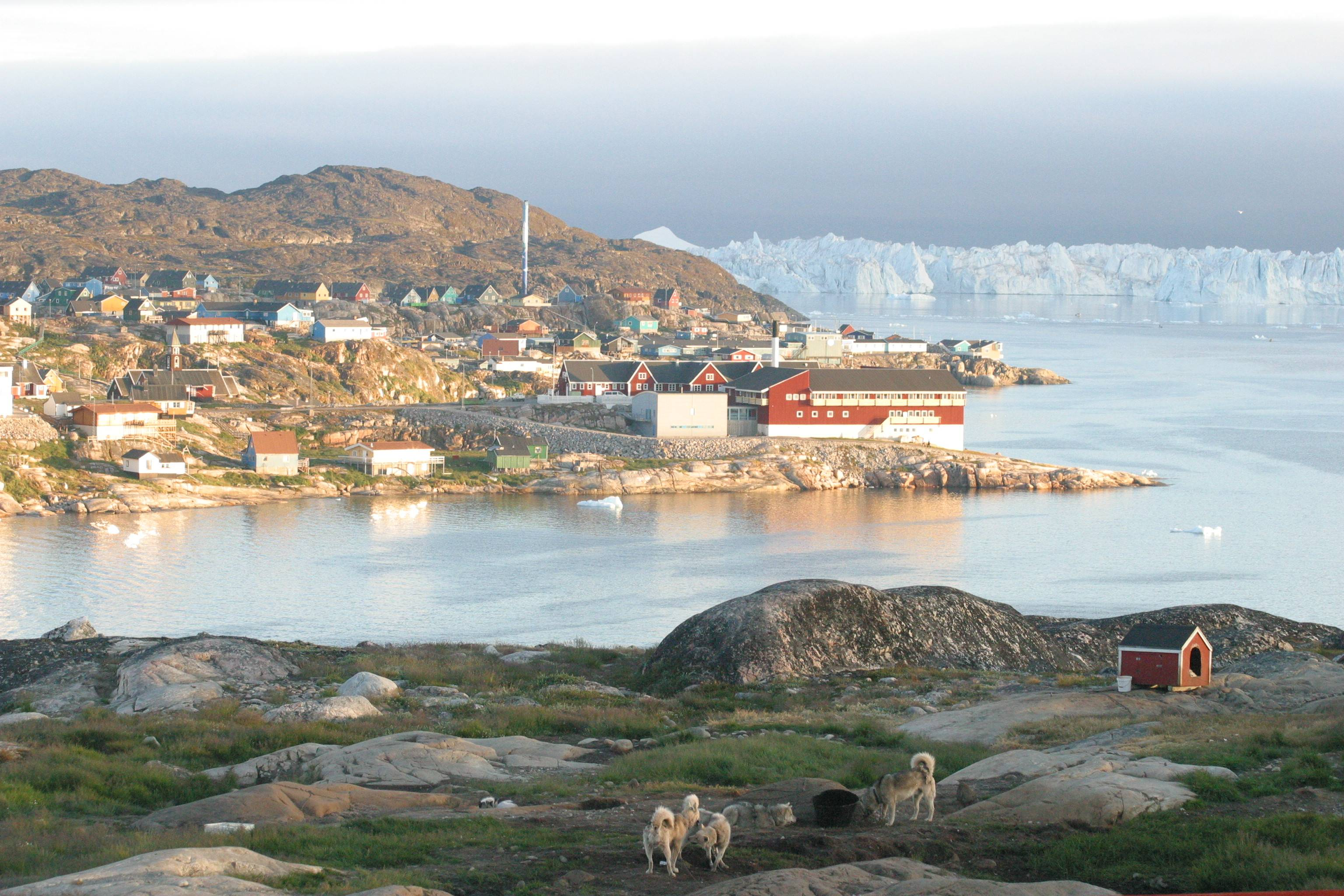
Ilulissat (2003)

1903 wurde ein 81 m² großer Laden errichtet. 1904 wurde ein Krankenhaus gebaut, das Platz für rund zehn Patienten bot. 1905 erhielt Ilulissat eine neue Schule, die als Fachwerkbau mit Holzverkleidung und Dachschindeln gebaut wurde und über zwei Klassenzimmer verfügte. Auch Anfang des 20. Jahrhunderts wurden in Ilulissat noch meteorologische Messungen in einer eigenen Station vorgenommen. 1919 wurde ein Fischpackhaus gebaut. 1925/26 erhielt Ilulissat ein Krankenhaus.
Direkt bei Ilulissat lagen früher drei weitere Wohnplätze, die mit der Zeit von Ilulissat einverleibt wurden. Im Norden des südwestlichen Teils von Ilulissat lag früher die Siedlung Pitoqqeq (oder Pitoqqik). 1915 lebten dort 35 Menschen in sechs Häusern. Von diesen waren fünf Jäger und zwei Fischer. 1918 wurde Pitoqqeq jedoch bereits als Teil von Ilulissat gesehen.
Im äußersten Südwesten lag vor dem Berg südlich von Ilulissat der Wohnplatz Illumiut. Dort lebten 1915 60 Menschen in 13 Häusern. Unter ihnen waren neun Jäger und drei Fischer. 1918 hatte Illumiut 70 Einwohner. 1930 wurden 98 Bewohner gezählt und 1952 132 Personen. In den 1930er Jahren wurde eine eigene Schule in Illumiut gebaut. Trotz Bestrebungen der Bevölkerung wurde ihnen ein Laden verwehrt. Illumiut wuchs Mitte des 20. Jahrhunderts mit Ilulissat zusammen.
An der Landspitze auf dem Berg befand sich früher zudem die Siedlung Kingittoq, die ebenfalls als Teil von Ilulissat wahrgenommen wurde. 1915 lebten 27 Grönländer in Kingittoq, von denen sieben Jäger waren und keiner Fischer. 1918 waren es 25 Personen in vier Häusern. Während der 1920er Jahre wurde dieser Wohnplatz aufgegeben.
1915 lebten in Ilulissat 20 Dänen und 246 Grönländer abzüglich Pitoqqeq, Illumiut und Kingittoq. Unter den Grönländern waren 15 angestellte (darunter zwei Hebammen und eine Lehrerin), 10 Jäger und 30 Fischer. Es gab 40 grönländische Wohnhäuser.
Die Kolonie Jakobshavn war der Hauptort der gleichnamigen Gemeinde, der die drei Vororte angehörten. Die Gemeinde war Teil des 5. Landesratswahlkreises Nordgrönlands und hatte einen Gemeinderat mit sechs Mitgliedern. Die Kolonie war Sitz einer eigenen Kirchengemeinde. Der Arztdistrikt hatte sich seit 1905 merklich verkleinert, sodass der Arzt 1915 nur noch für die Diskobucht zuständig war. Der Handel wurde von einem Kolonialverwalter geleitet, der einen Handelsassistenten zur Seite stehen hatte.

### Neuere Geschichte
Die Stadt wuchs im 20. Jahrhundert stark an. Heute erstreckt sich das Stadtgebiet über die gesamte Ebene südlich des alten Stadtkerns sowie zu einem kleinen Stück nördlich der fjordähnlichen Bucht Qinngunnguit. Zweieinhalb Kilometer nordöstlich des Stadtkerns liegt nördlich der fjordähnlichen Bucht Itisuarsuk der Flughafen.
Von 1950 wurde Ilulissat Hauptort der Gemeinde Ilulissat. 1951 wurde ein Kraftwerk errichtet, womit Ilulissat Strom erhielt. 1953 erhielt die Stadt ein Kinderkrankenhaus und 1955 ein Altersheim. Die Schule wurde 1957 gebaut. 1960 wurde das Wasserwerk errichtet. 1965/66 wurde das Krankenhaus ausgebaut und zugleich ein Schwimmbad gebaut.
1961 wurde eine Fischfabrik gebaut und 1967 eine private Garnelenfabrik. Heilbuttfischerei und Garnelenfang waren in den 1960er Jahren der vorherrschende Erwerb. 1964 wurde ein großer Kai errichtet und 1965 ein Heliport. Der Hafen wurde mit zwei Molen versehen, da durch Eisberge verursachte Wellen ankernde Schiffe beschädigen konnten.
2009 wurde die Stadt Sitz der Qaasuitsup Kommunia, die 2018 aufgespalten wurde. Seither ist Ilulissat Hauptort der Avannaata Kommunia.

## Liste der Kolonialangestellten bis 1921

### Kolonialverwalter
Folgende Personen waren bis 1921 als Kolonialverwalter der Kolonie Jakobshavn tätig.
- 1746–1752: Bent Jacobsen Lund und Carl Christopher Dalager
- 1752–1753: Jonas Lillienschiold de Svanenhielm
- 1753–1754: Christen Larsen Bjørn
- 1754–1757: Joachim Holm
- 1757–1771: Peter Lorentz Hind
- 1771–1784: Carl Christopher Dalager
- 1784–1788: Jens Peter Hansen Glomstad
- 1788–1791: Marcus Nissen Myhlenphort
- 1791–1795: Caspar Gottlieb Lidemark
- 1795–1799: Jens Christian Arentz
- 1799–1800: Niels Larsen Lunde
- 1800–1801: Jens Christian Arentz
- 1801–1802: Christian Jeppesen Møller
- 1802–1803: Christian Friedrich Hount
- 1803–1804: Edvard Christie Heiberg
- 1804–1808: Christian Friedrich Hount
- 1808–1816: Christian Frederik Rousing
- 1816–1830: Johannes Winding
- 1830–1831: Hans Rosing
- 1831–1832: Christian Ferdinand Plum
- 1832–1834: Peder Goische Kirchheiner
- 1834–1852: Hans Rosing
- 1852–1859: Emilius von Bülow
- 1859–1877: Knud Geelmuyden Fleischer
- 1877–1878: Anthon Frederik Søren Møldrup
- 1878–1887: Ernst Viggo Møller
- 1887–1890: Jakob Magnus Christian Bang
- 1890–1891: Otto Alexander Juncker
- 1891–1892: Carl Frederik Myhre
- 1892–1901: Poul Müller
- 1901–1902: Einar Andersen (interim)
- 1902–1912: Anders Peter Olsen
- ab 1912:00. Johan Madsen Krogh

### Missionare und Pastoren
In der Kolonie waren bis 1921 folgende Missionare und Pastoren tätig. Von 1755 bis 1760 war der Missionar der Kolonie Christianshaab zuständig. Von 1795 bis 1797 lebte der Missionar in der Kolonie Egedesminde. Von 1816 bis 1817 gab es keinen Missionar in ganz Nordgrönland. Von 1832 bis 1846 war der Missionar der Kolonie Egedesminde zuständig.
- 1752–1754: Peder Egede
- 1754–1755: Nicolai Lassen
- 1760–1763: Christen Hansen Fabricius
- 1764–1772: Jørgen Sverdrup
- 1772–1773: Hans Hansen Tulle (interim)
- 1773–1787: Jørgen Sverdrup
- 1787–1790: Caspar Grewe
- 1790–1792: Frederik Christian From
- 1792–1795: Rudolph Friederich Lassen
- 1795–1797: Rudolf Friederich Lassen
- 1797–1801: Hans Peter Jansen
- 1801:–0000 Jakob Mathias Fugl
- 1802–1813: Eskild Sønnichsen Bram
- 1813–1816: Bernhard Hartz
- 1817–1823: Johannes Jacob Kjeld Løchte
- 1823–1830: Christen Praëm
- 1830–1832: Johan Christian Vilhelm Funch
- 1846–1850: Gottfried Martin Quirinus Christophersen
- 1850–1851: Knud Diderik Nøsted
- 1851–1858: Jacob Frederik Rudolph Wolf
- 1858–1863: Niels Oeter Simonsen
- 1863–1869: Ulrik Peter Christian Nissen
- 1869–1870: Osvald Vilhelm Bøggild (interim)
- 1870–1872: Ulrik Peter Christian Nissen
- 1872–1875: Thøger Sørensen
- 1875–1877: Osvald Vilhelm Bøggild
- 1877–1884: Christian Vilhelm Rasmussen
- 1884–1885: Severin Christian Tobias Simeon Mørch (interim)
- 1885–1891: Christian Vilhelm Rasmussen
- 1891–1893: Poul Hansen Vibæk (interim)
- 1893–1895: Christian Vilhelm Rasmussen
- 1895–1899: Poul Hansen Vibæk
- 1899–1900: Carl Ferdinand Wagner
- 1900–1907: Mads Rasmussen
- 1907–1921: Hother Ostermann

### Ärzte
Der Arztdistrikt Jakobshavn umfasste anfangs ganz Nordgrönland. 1905 wurde der nördliche Teil des Landesteils ausgelagert. Ab 1916 umfasste der Arztdistrikt nur noch die Kolonialdistrikte Jakobshavn, Ritenbenk und Christianshaab.
- 1793–1794: Theodor Christian Eulner
- 1832–1838: Johannes Haberdorff Lytzen
- 1839–1854: Christian Nicolai Rudolph
- 1854–1876: Christian Georg Frederik Pfaff
- 1876–1881: Lambert Christian von Haven
- 1882–1883: Holger Sverdrup Kiær
- 1883–1884: Morten Hastrup
- 1884–1889: Niels Jacob Jacobsen
- 1889–1899: Holger Sverdrup Kiær
- 1899–1904: Regnar Vilhelm Gerhard Bentzen
- 1904–1905: Alfred Bertelsen
- 1905–1909: Holger Sverdrup Kiær
- 1909–1910: Peter Johannes Poulsen Fischer-Nielsen (interim)
- 1910–1911: Harald Christian Larsen (interim)
- 1911–1912: Niels Julius Eilertsen (interim)
- 1912–1913: Stephan Vilhelm Barchalia
- 1913–1916: Peter Christen Sørensen
- 1916–1917: Hjalmar Mobell Borchersen (interim)
- 1917–1919: Peter Christen Sørensen

## Wirtschaft
Das wichtigste wirtschaftliche Standbein neben dem Fischfang ist in Ilulissat der Tourismus. Viele Tausend Touristen besuchen jährlich die Stadt, die damit noch vor Nuuk das wichtigste Tourismusziel des Landes bildet. Die Touristen können hier unter anderem die Stadt besichtigen, in den Bergen wandern, segeln, Hundeschlitten fahren und den Eisfjord besuchen. Es gibt mehrere Tausend Schlittenhunde in Ilulissat. 2021 wurde das Isfjordscenter eröffnet als Tourismus- und Wissenszentrum zum Eisfjord eröffnet.
Die meisten Arbeitsplätze bieten in Ilulissat die Verwaltung, der Dienstleistungssektor, der Handel und Reparaturhandwerk. Weitere größere Arbeitsbereiche sind der Transport und die Fischerei, die den größten Teil der Erwirtschaftungen von Ilulissat ausmacht. Besonders Schwarzer Heilbutt und Garnelen werden gefangen und in der Fischfabrik von Royal Greenland verarbeitet.

## Infrastruktur und Versorgung
Der Flughafen Ilulissat löste 1983 den alten Heliport ab, der sich früher im Süden der Stadt befand. Direkt anschließend an die momentane Landebahn soll eine neue deutlich längere Landebahn errichtet werden, durch die der Flughafen Ilulissat zum internationalen Flughafen für ganz Nordgrönland ausgebaut werden soll.
Der Hafen von Ilulissat wird für Kreuzfahrtschiffe, für die Fischfabrik, für Trawler und Personenverkehr genutzt.
Ilulissat verfügt über ein ausgebautes asphaltiertes Straßennetz, das sich um die Hauptstraße Kussangajaannguaq zieht. Schlittenspuren führen aus der Stadt heraus.
Die Stadtversorgung mit Strom, Wasser und Wärme erfolgt durch Nukissiorfiit. Der Strom wird teilweise seit 2012 durch ein Wasserkraftwerk erzeugt, der Rest durch ein Dieselkraftwerk. Am Hafen befindet sich eine Tankanlage. Die Wasserversorgung erfolgt über die Seen, die sich in der Nähe der Stadt befinden. Ein Teil der Stadt ist an die Kanalisation angeschlossen. Abwässer werden ins Meer geleitet, während Müll deponiert und verbrannt wird. TELE Greenland ist für die telekommunikative Anbindung verantwortlich. Im Osten liegt ein Steinbruch, der ehemals der Asphaltproduktion diente.

## Bebauung

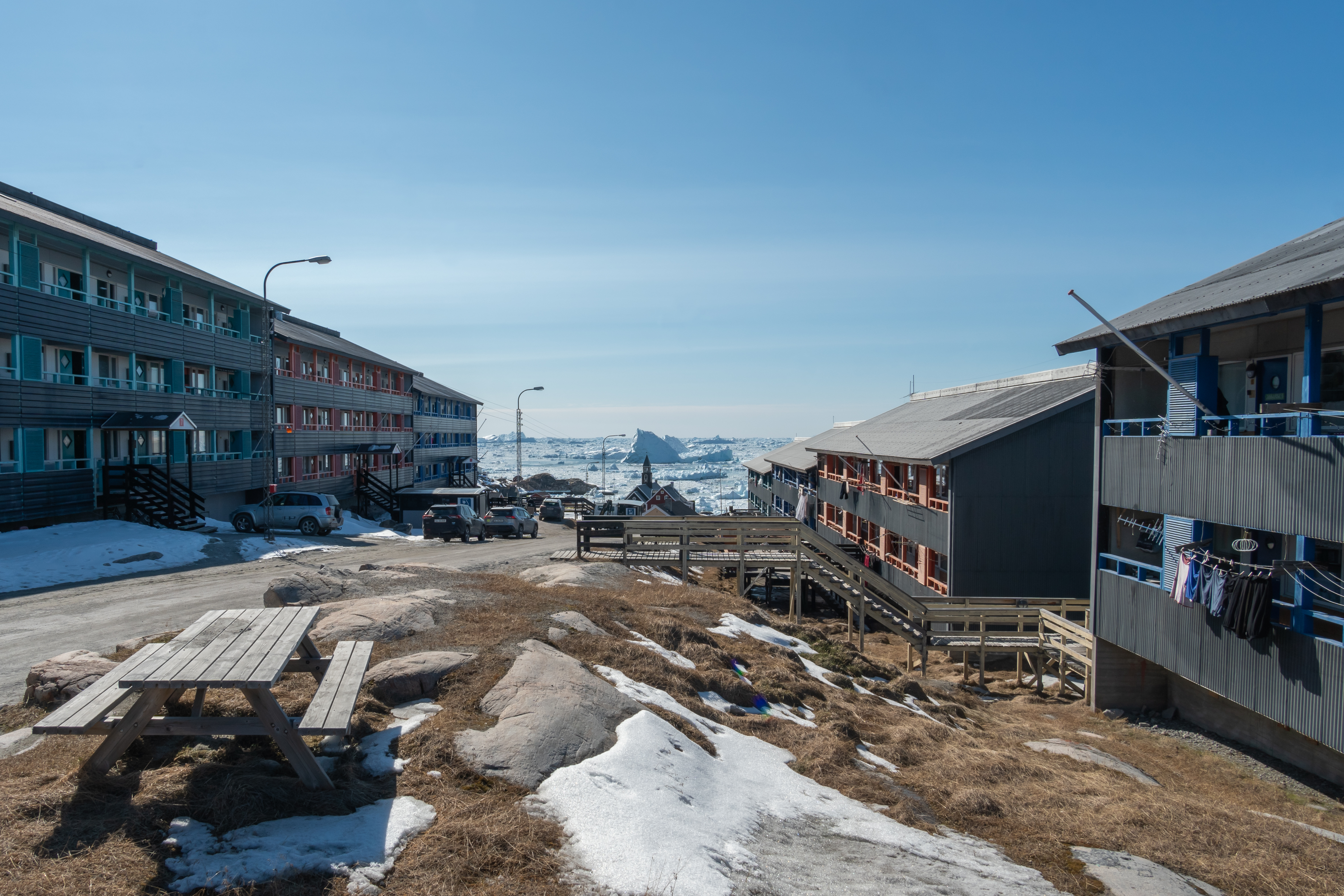
Wohnhäuser in der Jørgen Guldagerip Aqquta (2024)

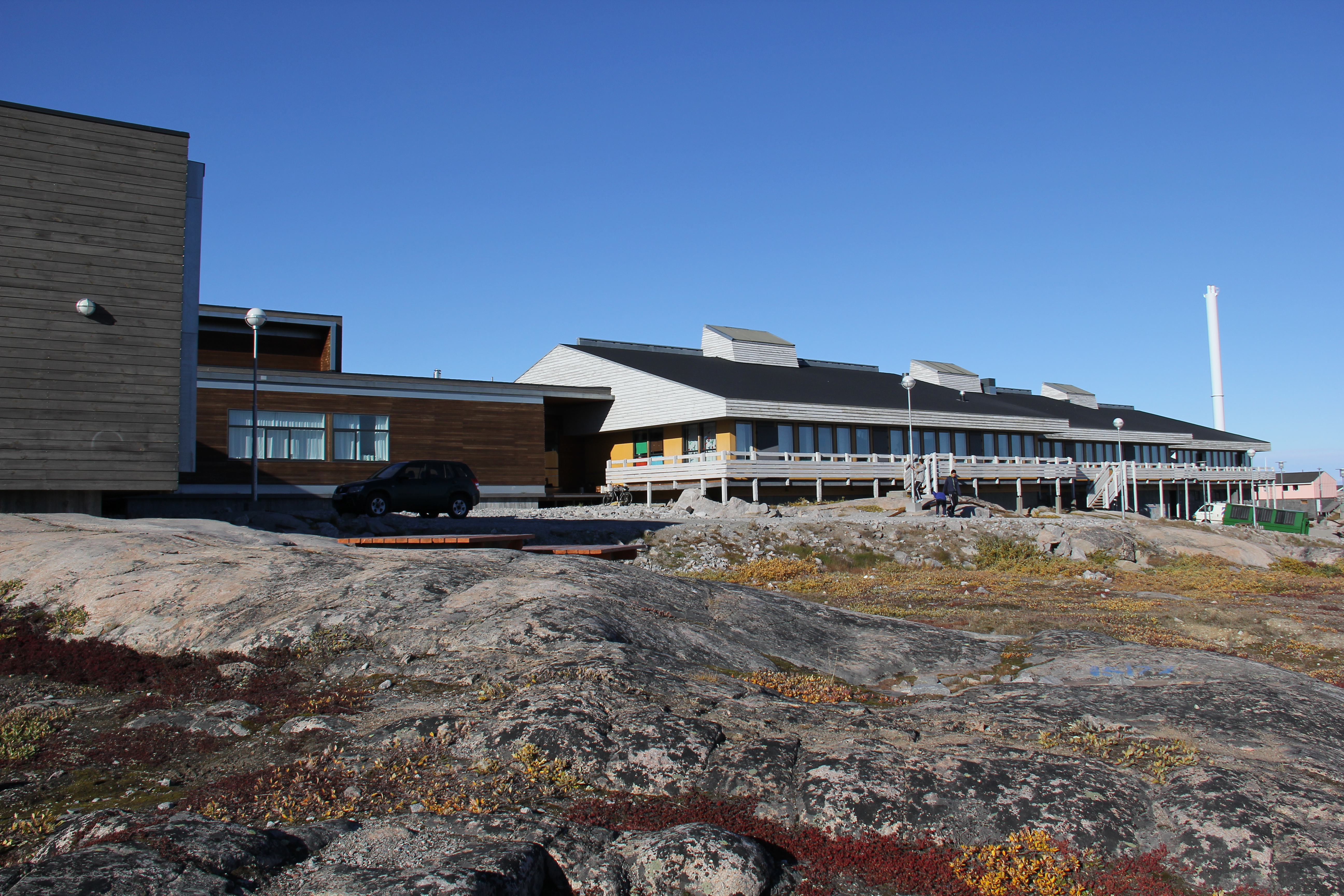
Die Atuarfik Jørgen Brønlund (2014)

Ilulissat verfügt über mehrere Hotels, Restaurants, Cafés, Läden, Schulen und Diskotheken. Zudem gibt es unter anderem einen Fußballplatz und eine Sporthalle. Das Krankenhaus ist für die ganze Region zuständig, da die kleinen Dörfer alle nur Krankenstationen haben. Es gibt ein Altenheim, das Unganartoq Plejecenter Ilulissat, sowie eine Vielzahl an Kinderkrippen und Kindergärten. Die zwei Schulen sind die Atuarfik Mathias Storch und die Atuarfik Jørgen Brønlund, die beide bis zur 10. Klasse unterrichten. Ilulissat ist zudem der Standort des Perorsaanermik Ilinniarfik (Grønlands Socialpædagogiske Seminarium).

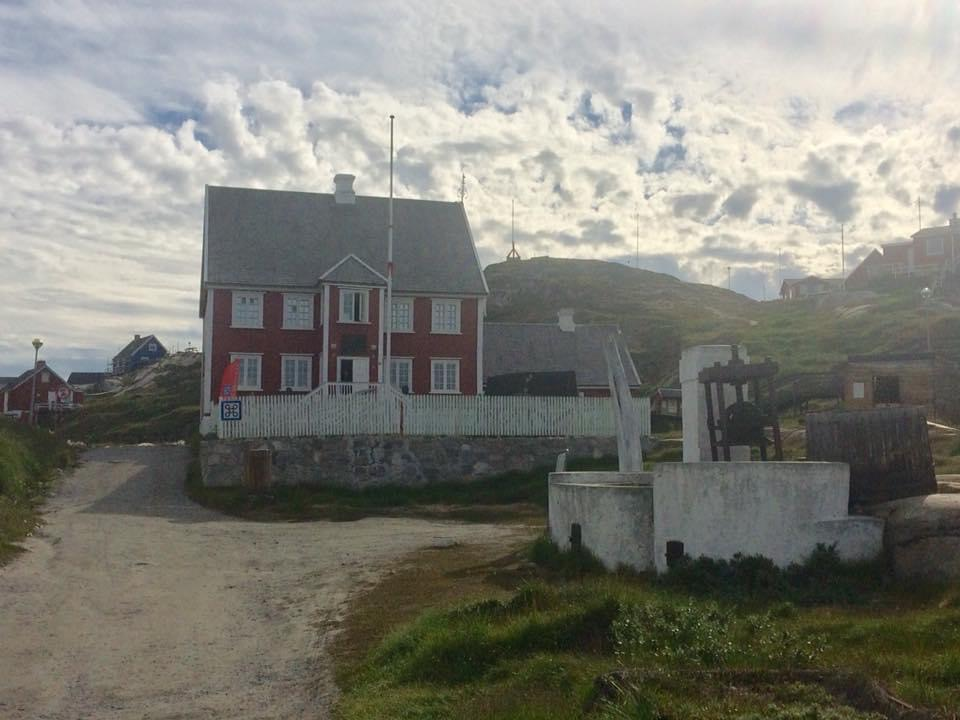
Ilulissat-Museum (2017)

In Ilulissat liegen die Zionskirche und die alte Kirche aus Qullissat. Das Ilulissat-Museum liegt in der ehemaligen Pastorenwohnung, in der auch Knud Rasmussen geboren wurde. Zahlreiche Gebäude in Ilulissat sind geschützt.

## Sport
Aus Ilulissat stammen zwei Fußballvereine. 1948 wurde N-48 Ilulissat gegründet, der die Grönländische Fußballmeisterschaft vor allem um 1980 und in den 2000er Jahren dominierte und mit elf Meisterschaften grönländischer Vizerekordmeister ist. Der 1969 gegründete I-69 Ilulissat konnte sich vor allem in seinen Anfangsjahren mehrfach für die Schlussrunde der Meisterschaft qualifizieren.

## Städtepartnerschaften
- Fredericia[10]

## Söhne und Töchter der Stadt
- Isak Jeremiassen (1863–1920), Landesrat
- Ludvig Siegstad (1873–1947), Landesrat
- Jørgen Brønlund (1877–1907), Polarforscher, Erzieher und Übersetzer
- Knud Rasmussen (1879–1933), grönländisch-dänischer Polarforscher, Ethnologe und Buchautor
- Boye Thomsen (1892–?), Katechet und Landesrat
- Peter Gundel (1895–1931), Schriftsteller und Fotograf
- Søren Kaspersen (1896–?), Katechet und Landesrat
- Amasa Fly (1897–?), Landesrat
- Marius Sivertsen (1906–1987), Fischer, Erfinder und Landesrat
- Jørgen Borchersen (1917–1973), grönländisch-dänischer Kaufmann und Landesrat
- Jens Rosing (1925–2008), Schriftsteller und Künstler
- Holger Sivertsen (1937–2011), Politiker (Atassut)
- Ane Sofie Hammeken (1939–2012), Politikerin (Siumut)
- Hans Iversen (* 1940), Politiker (Siumut)
- Ville Siegstad (* 1945), Hundeschlittensportler
- Marianne Jensen (* 1949), Politikerin (Siumut) und Lehrerin
- Anthon Frederiksen (* 1953), Politiker (Partii Naleraq)
- Ole Dorph (* 1955), Politiker (Siumut) und Polizist
- Per Rosing-Petersen (* 1961), Politiker
- Ane Lone Bagger (* 1966), Politikerin (Siumut)
- Otto Rosing (* 1967), Regisseur
- Naja Kristensen (* 1968), Politikerin (Atassut)
- Tom Ostermann (* 1968), Politiker und Polizist
- Julia Pars (* 1968), Unternehmerin und Künstlerin
- Kuno Fencker (* 1974), Politiker (Siumut)
- Jens-Erik Kirkegaard (* 1975), Politiker (Siumut)
- Doris J. Jensen (* 1978), Politikerin (Siumut) und Lehrerin
- Jeppe Jensen (* 1980), Manager
- Niels Thomsen (* 1981), Politiker (Demokraatit) und Manager
- Aviaaja Geisler (* 1982), Badmintonspielerin
- Juliane Henningsen (* 1984), Politikerin (Inuit Ataqatigiit)
- Jørgen Rosbach (* 1985), Politiker (Demorkaatit)
- Aqqalu C. Jerimiassen (* 1986), Politiker (Atassut)

## Bevölkerungsentwicklung
Die Bevölkerungszahl von Ilulissat stieg lange, lag seit 2003 konstant bei etwa 4500 Personen und steigt seit einigen Jahren wieder.